# Карповська сільська рада (Солонешенський район)
Ка́рповска сільська рада (рос. Карповский сельский совет) — сільське поселення у складі Солонешенського району Алтайського краю Росії.
Адміністративний центр — село Карпово.

## Населення
Населення — 415 осіб (2019; 535 в 2010, 680 у 2002).

## Склад
До складу сільської ради входять:
| Населений пункт        | Населення, осіб (2002) | Населення, осіб (2010) |
| ---------------------- | ---------------------- | ---------------------- |
| Велика Тиха, селище    | 168                    | 134                    |
| Карпово, село          | 393                    | 342                    |
| Комсомольський, селище | 119                    | 59                     |